# Cotesia schaffneri
Cotesia schaffneri är en stekelart som först beskrevs av Muesebeck 1931.  Cotesia schaffneri ingår i släktet Cotesia och familjen bracksteklar. Inga underarter finns listade i Catalogue of Life.